# Blei(II)-nitrit
Blei(II)-nitrit ist das zweiwertige Bleisalz der Salpetrigen Säure.

## Gewinnung und Darstellung
Blei(II)-nitrit kann durch die Reaktion von gesättigten Lösungen von Silbernitrit und Blei(II)-chlorid hergestellt werden:
Das reine Salz kann anschließend durch Ausfrieren des Lösungsmittels und Trocknen im Exsikkator dargestellt werden.

## Eigenschaften
Die Verbindung beginnt sich bei 110 °C zu zersetzen und zersetzt sich vollständig bei Temperaturen von 320–450 °C.